# 山田かがり
山田 かがり（やまだ かがり、1972年6月4日 - ） は、愛知県名古屋市出身の元バスケットボール選手である。ポジションはフォワード。シャンソンVマジック→富士通レッドウェーブでプレーした。アトランタオリンピック日本代表。奈良岡幾子は弟の妻。

## 来歴
守山中学校時代は174cmの長身とシュートを武器に全中8連覇に貢献。
名古屋短大付高（現桜花学園高）3年次に全日本に初選出され、世界選手権に出場。
卒業後シャンソン化粧品に入社。本来のポジションはフォワードながらマルチプレイヤーとしても活躍。公式戦54連勝を記録するなど黄金時代に貢献した。
1996年にはアトランタ五輪に出場。コートではフロアリーダーとして、ベンチではアドバイザーとして、チームを引っ張った。
1998年のバンコクアジア大会では金メダルを獲得した。
2003年、富士通に移籍。2004年のオールジャパン準優勝、Wリーグ第3位に貢献。
シーズン後に退社。クラブチームに所属して国体優勝を経験後に現役引退。
その後、母校でコーチを務めたが、2008年4月より山形銀行のヘッドコーチとして招かれた。同年度の全日本実業団バスケットボール競技大会・全日本社会人バスケットボール選手権大会・全日本実業団バスケットボール選手権大会でいずれも初優勝の3冠に導く。国体成年女子山形県チームの監督も務めた。
2011年、アイシン・エィ・ダブリュ ウィングスのアシスタントコーチ就任。加藤コーチがチームの成績不振のため休養した後は、ヘッドコーチとしてチームの指揮を執る。2014年、李玉慈がヘッドコーチに就任したことに伴いコーチとなる。2015年退団。

## 経歴
- 選手歴
  - 名古屋短大付高 - シャンソン化粧品（1991年〜2003年） - 富士通（2003年〜2004年）
- コーチ歴
  - 山形銀行（2008年-2011年、ヘッドコーチ）
  - アイシン・エィ・ダブリュ ウィングス（2011年：コーチ　2012年-2014年：ヘッドコーチ　2014年-2015：コーチ）

## 日本代表歴
- 1990年世界選手権
- 1996年アトランタ五輪
- バンコクアジア大会